# 成癮性人格
成癮人格（英語：Addictive personality）指的是一組假設的人格特徵，擁有這些特徵的人具有素因，會發展出成癮的行為。這一假設敘述成癮患者可能具有能被觀察到的共同人格特徵；然而，圍繞成癮人格的研究尚缺乏普遍認同的定義。成癮是個觸及相當寬泛的名稱；最常見的是與物質使用疾患相關聯，但也可擴展包含許多其他強迫行為，包括性活動、互聯網、看電視、賭博、食物和購物。在這些成癮類別中，常見的診斷評估包括耐受性、戒斷和渴望。這是一個頗有爭議性的話題，由於缺乏累積的證據以支持成癮人格存在，許多專家建議停用這個名詞。理由是不能預測具有這類人格特徵的人會發生成癮的行為，反而是成癮本身導致成癮的人格。然而，不同的人格特徵與各種類型的成癮行為有關聯，表明個人的成癮可能與不同的人格特徵有關。專家間對決定成癮行為傾向最大的共識，是遺傳因素有最重要的作用。即便如此，基因在不同類型的成癮中也扮演著不同的角色。人口成癮表達的變異中，有40%到70%可用遺傳因素來解釋。

## 原因
被認為會影響個人成癮易感性的因素有如下列。

### 心理因素
- 衝動
- 感覺追求（英语：Sensation seeking）[7][8]
- 對社會重視的成就目標既不從眾，僅提供薄弱的承諾
- 展現社會異化態度和對越軌社會行為給予容忍
- 受到增加的壓力，但缺乏應對技巧。

有些人聲稱那些存有“成癮信念”的人更易發生成癮，例如“我無法對我的周遭產生影響”，或是“我不夠好”，這些可能會導致發展出與成癮相關的特徵，例如抑鬱和缺乏情緒安全感。堅信自己可控制自己的生活，並且自力取得信息（而非依賴他人）的人不大可能發展出成癮行為。然而，人們尚不清楚這些特徵是原因、是結果或僅屬巧合。例如，身體疾病引起的抑鬱症而導致的絕望感，經過成功治療後會把這種感覺減輕，但成癮則會增加對他人的依賴。某些心理的疾患，如驚恐發作、重性抑鬱疾患、和廣泛性焦慮症，都與成癮有關。與現實作鬥爭並感到焦慮和抑鬱等負面情緒的成癮者，會設法尋求幫助以避免發生這種感受。

#### 食物成癮
雖然一般人中普遍存在食物成癮者，但這種過度飲食的行為尚未被《精神疾病診斷與統計手冊》確認為一種醫學上的疾病。一項基於社會認知理論的研究，其中包括針對人格的干預，被證明有助於治療物質成癮。透過把人格的某些元素做改變，可以朝著改變成癮人格的正確方向邁出一步。

### 遺傳因素
根據一位知名研究酗酒的人士大衛·高德曼（David Goldman） 的看法，遺傳結構與行為障礙如成癮之間具有甚高的相關性。個體特徵可能由相同的潛在因素或是相互作用造成。例如抑鬱、自我控制能力不足和強迫行為，與神經遞質異常（即生物學機制）有關聯。在對實驗大鼠所做的研究中，只有部分大鼠會發展出一種把興奮劑做自身給藥的行為，為一些生來具有成癮傾向的存在提供證據。在這些大鼠中最初幾天測試期間，發現新刺激的運動反應與苯丙胺（安非他命）自身給藥的數量之間存在正相關。在雙胞胎和寄養的研究顯示，酗酒的風險，遺傳因素佔有50-60%的成分。在青少年早期，社會和家庭因素在開始藥物使用方面發揮較重要的作用，但隨著進入成年期後，重要性會逐漸減弱。 CHRNA5基因與香菸成癮有密切的關聯。研究人員發現，有CHRNA5基因變體的人在初次吸菸時會有較少的噁心感覺。這種基因在大腦中被稱為韁的區域中很活躍。研究顯示，經常吸菸的人會損害韁內的神經元，而抑制這種基因在厭惡和迴避中能發揮的作用，這會導致吸菸者要攝取更多的尼古丁來緩解由此產生讓人焦慮和負面的情緒。

### 環境因素
研究發現有許多與成癮相關的環境因素。童年時期承受持續的壓力，例如身體虐待、或是性虐待，再加上父母不可預測的行為，與成年後的藥物成癮和過度飲食密切相關。傾向於採用較輕率的方式對痛苦做出反應的兒童，與在青少年時期變得較易飲酒和吸菸有關聯。這項研究的結果發現，因為對痛苦的反應會影響到社會心理學習，導致飲酒或吸菸的期望會升高。缺乏社交互動也被證明與成癮傾向有關；單獨飼養的大鼠與在群體中成長的相比，會較快形成古柯鹼自身給藥的模式。基因和環境因素之間存在聯繫，具有特定人格特徵的個體會自我選擇投入不同的環境，例如，他們可能會選擇更易獲得成癮物質的工作環境。

## 行為描述
有成癮人格的人會在行為或是物品上花費過多時間，並非當作愛好，而是因為他們覺得必須這樣做。當參與活動或是體驗，已在某種程度上影響到個人的生活品質的時候，就可定義為成癮。許多具有成癮人格的人因此會不參與社交活動，避免他們的成癮行為被發現。
根據美國國家藥物濫用研究所和其他當局的強調，目前有這種問題的人被定義是患有腦部疾病。有成癮人格疾患的人通常會衝動行事，無法應對延遲滿足。同時，具有這種性格的人往往認為他們無需符合社會規範，因而依據衝動行事，採取反叛的做法。具有成癮人格的人對心理壓力非常敏感。他們無法處理他們認為令人沮喪的情況，縱然這類事件持續的時間很短。自尊低下、衝動和對壓力的耐受力不高，導致這些人有頻繁的情緒波動，以及經常存有某種抑鬱。處理這種相互衝突人格的應對機制讓他們成癮，當這類人發現難以控制自己的人格特徵時，就把成癮當作可控制的東西。
具有成癮人格的人通常會從一種成癮轉向另外一種。這些人可能會展現出衝動的行為，例如過量攝取咖啡因、上網、吃巧克力或是其他富含糖分的食物、看電視，甚至是跑步。
外向（參見外向性與內向性）、自我監控以及孤獨也是成癮者的共同特徵。自我監控得分高的人更容易發展成為成癮。高度自我監控的人對社交場合很敏感；他們按照自己認為是他人的期望而行事。他們期望融入群體，因此這類人很容易受到他人的影響。同樣，自尊心低下的人也會尋求同儕的認可；因此他們會參加他們認為“有吸引力的”活動，例如吸菸或是飲酒，以試圖融入。
有成癮人格的人發現很難控制自己遭受的壓力。事實上缺乏壓力耐受性就是這種疾患的一種明顯跡象。他們發現自己很難面對壓力，因此努力設法擺脫它。這類人的長期目標被證明很難達成，因為具有成癮人格的人通常會關注解決為達成短期目標時所帶來的壓力。這些人通常會在他們之前成癮所產生的愉悅被剝奪之時，轉而投向他們認為會產生愉悅的其他活動。
有成癮問題的人在人際關係方面極少有安全感。這類人由於難以實現長期目標，他們可能經常發現難以在人際關係中做出承諾，或是去信任他們所愛的人。他們不斷尋求他人的認可，這類誤解可能會導致關係遭受破壞。有成癮人格疾患的人通常會經歷抑鬱和焦慮，透過對酒精、其他類型的藥物或是其他令人愉悅的活動成癮，以控制自己的情緒。

## 性格特徵與成癮
成癮被學者定義為“一種生物心理社會疾患，其特徵是持續使用藥物（包括酒精 ），不顧會產生重大傷害和不良的後果”。物質成癮是借助大腦中多巴胺的釋放之後，大腦中的欣快事件產生的一系列感覺會改變大腦的即時行為，導致對未來成癮的敏感性更高。另一方面，行為成癮與神經行為並無聯繫，因此被認為是與人格特質相關聯；正是這種類型的成癮把行為與精神狀態相結合，因此重複的行為與精神狀態相關聯。

### 藥物成癮
一組英國法庭心理學家和數據科學家利用一個新的大型精神藥物用戶數據庫，透過利用7個心理特徵，即五大性格特質，再加上衝動和感覺追求，對於使用藥物的素因做分析：
- N 神經質（Neuroticism），是種長期歷經消極情緒的傾向，如神經質、緊張、焦慮和抑鬱（相關形容詞：焦慮、自憐、緊張、敏感、不穩定和擔憂）；
- E 外向性（Extraversion），表現為外向、熱情、積極、果斷、健談、開朗的性格及經常尋求刺激（相關形容詞：積極、果斷、精力充沛、熱情、外向和健談）；
- O 對經驗保持開放態度（Openness to experience），對藝術、不尋常的想法和想像、創造性、不守常規和廣泛的議題均有興趣（相關的形容詞：藝術、好奇、富有想像力、洞察力、原創性和廣泛興趣）；
- A 親和性（Agreeableness）是人際關係的一個維度，以利他主義、信任、謙虛、善良、憐憫和合作為特徵（相關形容詞：欣賞、寬容、慷慨、善良、同情和信任）；
- C 盡責性（Conscientiousness）是種有條不紊和可靠、意志堅強、堅持、穩當和有效率的傾向（相關形容詞：高效、有條不紊、可靠、負責和精確）；
- Imp 衝動（Impulsivity ）的定義為在沒經充分考慮的情況下就採取行動的傾向；
- SS 感覺追求（Sensation Seeking） 的定義為尋求變化、新穎、複雜和強烈的體驗和感受，並願意為取得這些體驗承擔風險。

這些因素在統計上並非各自獨立，但相關矩陣的條件數小於10，預計多重共線性效應不強。
對於現代數據詳細分析的結果，部分支持關於成癮心理傾向的假設。對於前述的N、O、A、C、Imp、和SS的評分，非法藥物的使用者群體與非藥物使用者群體的表現不同。這種差異可使用符號式的說明如下：
{\displaystyle {\rm {N}}\Uparrow ,{\rm {O}}\Uparrow ,{\rm {A}}\Downarrow ,{\rm {C}}\Downarrow ,{\rm {Imp}}\Uparrow ,{\rm {SS}}\Uparrow }
（藥物使用者在N、O、Im、以及SS的分數均高，而他們在A和C的分數較低 ）
這種對所有非法藥物使用的匯總分析，結果並不支持關於E在成癮具有重要性的假設。
分別對不同藥物的攝取情況進行分析顯示，導致使用不同藥物的素因並不相同。所有使用非法藥物群體中的個體具有以下共同特性：
{\displaystyle {\rm {O}}\Uparrow ,{\rm {C}}\Downarrow ,{\rm {Imp}}\Uparrow ,{\rm {SS}}\Uparrow }
（藥物使用者在O、Imp、和SS的分數較高，而他們的C分數較低）。
不同藥物使用者的N、E、和A的分數的偏差可能不同。例如海洛因使用者的分數與一般人群類似
{\displaystyle {\rm {N}}\Uparrow ,{\rm {E}}\Downarrow ,{\rm {O}}\Uparrow ,{\rm {A}}\Downarrow ,{\rm {C}}\Downarrow ,{\rm {Imp}}\Uparrow ,{\rm {SS}}\Uparrow ,}
而對於麥角酸二乙酰胺（LSD）和MDMA（或稱Ecstasy，搖頭丸]]（MDMA是所謂的“派對藥品”）使用者的N與一般人群水準沒有顯著偏差，而在E的偏差會較高。
不同的研究人員確認出幾種危險行為的人格特徵，例如{\displaystyle {\rm {N}}\Uparrow ,{\rm {C}}\Downarrow }(無安全感)和{\displaystyle {\rm {E}}\Uparrow ,{\rm {C}}\Downarrow }(衝動, 享樂主義者)。幾種成癮人格中通常C的分數都低。

### 上網成癮
上網成癮與神經質（N）得分較高，以及外向性（E）和盡責性（C）得分較低有關聯。與較高神經質相關的一種解釋是自尊心較低且負面情緒較高（與高度神經質相關的特徵）的人可能認為虛擬環境與現實生活環境相比，會更安全和舒適。同樣的，渴望社交但不喜歡面對面互動的低外向性個人會發現透過線上交流更具吸引力。

## 爭議
關於成癮人格是否真的存在，一直存有爭論。假設人格是成癮者使用藥物和酗酒，而需要做康復治療的的罪魁禍首，這可能會產生巨大的負面影響，因為它支持對所討論的異質問題的同質答案。這類人冒著被貼上污名標籤並被錯誤地邊緣化的風險，而這些對人格的錯誤判斷可能會導致他們接受不良的心理、醫療和社會健康的治療。這個論點有兩個面向，每方面都有許多層次和變化。一方面認為，如果人格的某些特徵和維度存在於一個人身上，就會導致這個人一生較易成癮。另一方則認為，成癮是受到化學的影響，就像大腦的突觸對神經遞質做出的反應的方式相同，因此並非是來自人格的影響。支持成癮人格的定義和標識，其主要論點與人類做出決定的能力和自由意志的概念有關聯。這個論點表明人類意識到他們的行為以及行為的後果是什麼，因此許多人會選擇不去做某些事。這可由人們並沒被迫每天過量飲酒或是吸菸可以看出，但有些人反而會選擇這樣做，就表示是他們根據自己的自由意志而行動。因此，具有成癮人格的人具有高度的神經質，因此會選擇從事較有冒險性的行為。成癮人格理論認為這類人分為兩種類型：冒險者和規避風險者。冒險者喜歡挑戰、新體驗、並想得到即時滿足。這些人享受由危險產生的刺激和嘗試新事物的樂趣。另一方面，規避風險者是那些在做事和參與活動時就天生謹慎的人。不同人的人格特質結合的結果，造就出冒險者或規避風險者。
另一個重要的顧慮是目前尚缺乏支持成癮人格的標識的證據，和導致污名化的可能。 雖然圍繞成癮的遺傳成分已有醫學上的共識，但在支持特定人格類型有成癮行為傾向的觀點上並沒共識。事實上，在沒有明確證據的情況下而繼續使用這個詞，可能會對那些認為自己有成癮人格的人造成傷害。

## 外部連結
- "Addiction/Addictive Personality （页面存档备份，存于）." N.p., 6 April 2001. Rpt. in Encyclopedia of Psychology. BNET. Web. 7 April 2010.
- Benedict-Mason, Stephen. "The Addictive Personality." Psychology Today. N.p., 14 March 2009. Web. 31 March 2010.
- Engs, Ruth C. "The Addictive Process and Addictive Behaviors （页面存档备份，存于）." Addictive Behaviors. N.p., n.d. Web. 31 March 2010.